# گورثورن
گورثورن (به لاتین: Gärsthorn) یک کوه در سوئیس است که در کانتون وله واقع شده‌است. گورثورن ۲٬۹۶۴ متر بالاتر از سطح دریا واقع شده‌است.